# 62 Szczep WDHiGZ „Polanie” im. Króla Bolesława Chrobrego
62. Szczep Harcerski Polanie im. Bolesława Chrobrego działa w Warszawie w Szkole nr 141 na Targówku przy ulicy Trockiej 4.

## Obrzędowość
Szczep ma obrzędowość rycerską.

### Nazwa
Nazwa szczepu pochodzi od nazwy jednego z plemion słowiańskich zamieszkującego w VII–X w. dorzecze środkowej Warty.
Szczep 62. Warszawskich Drużyn Harcerskich i Zuchowych "POLANIE" im. Króla Bolesława Chrobrego, Obecnie 62. Szczep Harcerski "Polanie" im. Króla Bolesława Chrobrego.

### Nazwy drużyn, herby
Każda nowo utworzona drużyna jako swój znak i nazwę przyjmowała herb rycerski – na początku działalności np. Mazowie, Piastowie, Sulima, Bogoria (Orla), Gaudium, Wyssogota, Nebram. Obowiązkowym elementem stało się szycie proporców drużyn oraz zastępów, które swoim kształtem nawiązują do chorągwi rycerskich. Ciekawostką może być fakt, że nazwy występujące obecnie posiadają charakterystyczną literę A, która jest jednakowa w swoim kształcie w nazwach wszystkich drużyn. Ważnym wydarzeniem stało się zaprojektowanie i uszycie sztandaru w piętnastą rocznicę reaktywowania szczepu.

### Sztandar szczepu
Sztandar 62. Szczepu Harcerskiego „Polanie” im. Króla Bolesława Chrobrego jest symbolem honoru i godności każdego zucha, harcerza i instruktora szczepu. Bycie członkiem Pocztu Sztandarowego jest największym honorem dla harcerza. Sztandar towarzyszy harcerzom w każdej ważnej uroczystości szczepowej. Sztandar szczepu składa się z dwóch płatów materiału w kolorach czerwonym i czarnym. Na stronie czerwonej znajduje się Krzyż Harcerski oraz napis Związek Harcerstwa Polskiego. Po stronie czarnej znajduje się pełna nazwa szczepu: Szczep 62. Warszawskich Drużyn Harcerskich i Gromad Zuchowych „Polanie” im. Króla Bolesława Chrobrego oraz tarcza z dwoma skrzyżowanymi mieczami.

### Pasowanie na rycerzy
Tradycyjny obrzęd pasowania na rycerzy w szczepie ma miejsce po złożeniu przyrzeczenia harcerskiego. Od kilkunastu lat, na znak obrzędowego przyjęcia do szczepu każdy harcerz otrzymuje suwak na chustę przedstawiający miniaturę jego znaku herbowego. Znak herbowy pochodzi od nazwiska i jest odszukiwany w „Herbarzu". Obrzędowe pasowanie i wręczenie herbu ma miejsce najczęściej podczas uroczystości związanych ze świętem szczepu (15 grudnia). Charakterystycznym przedmiotem jest tutaj obrzędowy miecz wykonany niegdyś w takim celu.
Od 2008 roku Krzyże Harcerskie nadawane w szczepie są numerowane. Kolejne nadania są wpisywane do szczepowego rejestru.

## Historia

### Do 1939 roku

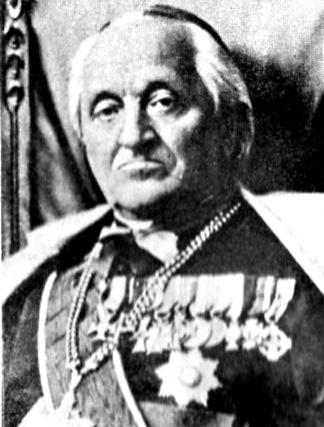
Bp Władysław Bandurski - bohater przedwojennej 62 WDH

Pierwsza drużyna z numerem 62 powstała w 1928 r., działała w szkole powszechnej na Woli (ul. Chłodna 37) i nazywała się 62. WDH im. Leopolda Lisa-Kuli (drużynowy Władysław Kuś od 1933 r. Józef Podobas). Wzmianka o drugiej drużynie pochodzi z 1936 r., w rozkazach hufcowego Hufca Praga wymieniana była jako drużyna w okręgu wizytacyjnym Praga. Zalążkiem drużyny był patrol chłopców z 51. WDH z plutonowym M. Bukaczem, późniejszym drużynowym 62. WDH im. biskupa Władysława Bandurskiego. Początkowo działała przy szkołach powszechnych nr 49 i 51 (ul. Szeroka 17, obecnie ul. Kłopotowskiego, dziś w tym miejscu znajduje się Urząd Dzielnicy Praga-Północ), w rejonie wizytacyjnym Praga.

### 1939–1945
Podczas wojny w konspiracji harcerze utworzyli dwie sekcje w drużynie Grup Szturmowych PR-200, uczestniczyli w działaniach innych drużyn, wchodzili w skład NOW i AK (661 pluton Armii Krajowej). Po wojnie drużyna wchodziła w skład Hufca Praga (w 1947 roku 62. WDH uczestniczyła w Zlocie Hufca Praga w Aninie). W tym czasie zbiórki odbywały się w gimnazjum kupieckim przy ul. Brzeskiej.

### 1945–1983
Drużyna zlikwidowana została w okresie stalinowskim, reaktywowana w 1958 roku jako 62. WDH-ek im. Emilii Plater. 12 września 1956 r. została przyjęta do ZHP ze zmienionym patronem – nosiła imię Bojowników o wolność Kuby. We wrześniu 1967 r. drużyna uczestniczyła w nadaniu Hufcowi Praga-Północ imienia i sztandaru, jednak już w 1968 r. ponownie przestała istnieć.
15 stycznia 1970 r. numer 62. WDH zostaje nadany drużynie przy Zasadniczej Szkole Zawodowej Fabryki Samochodów Osobowych na Żeraniu.

### 1983-1993
Ponownie numer 62 otrzymały drużyny utworzone przy nowo powstałej w 1983 r. Szkole Podstawowej nr 315 (ul. Trocka 4) na osiedlu Targówek (27 października powołany został szczep próbny). 15 grudnia 1983 r. powołany został Szczep 62. Warszawskich Drużyn Harcerskich i Zuchowych "Polanie" - komendant hm. Zbigniew Szymański, w jego skład wchodziły: drużyna zuchowa 62. WDZ - drużynowa org. Mirosława Bogucka i trzy drużyny harcerskie: 62. WDH „Szczęśliwego Traktu” (drużynowy Piotr Szpunar), 62. WDH „Zorza” (drużynowy pwd. Wiesiek Krzyżański) i 62. WDH „Motopiechota” (drużynowy org. Andrzej Bogucki, potem pwd. Mariola Jaranowska), nieco później powstała też czwarta drużyna 62. WDH „Wigry” (drużynowy pwd. Andrzej Byczak). 14 kwietnia 1984 r. przy szczepie został powołany krąg instruktorski (przewodnicząca hm. Ewa Szymańska-Dziewicka), w późniejszym rozkazach nosił on nazwę „Czerwona Watra”. W 1984 roku szczep zorganizował pierwszy obóz szczepu w Jazach koło Włocławka. Historia pierwszych 10 lat pracy szczepu, obozów, kampanii bohater Król Bolesław Chrobry zawarta jest w wydawnictwie "10 pierwszych lat 1983-1993 na 30-lecie Szczepu 62. WDHiZ POLANIE im. Króla Bolesława Chrobrego" - hm. Zbigniew Szymański, XII/2013, Warszawa.
W 40. rocznicę wyzwolenia (1985) Warszawy szczep uczestniczył w reprezentacji hufca na capstrzyku chorągwi przy pomniku Nike. Otrzymał tam warszawską odznakę chorągwi stołecznej - NIKE, również pochwałę za wzorowe reprezentowanie hufca w kolumnie pierwszomajowej. 20 lutego 1985 roku została zatwierdzona nazwa szczepu – „Polanie”. W 1985 roku, ponownie w Jazach, szczep organizował zgrupowanie obozów (komendant zgrupowania hm. Zbigniew Szymański). 14 października została przyjęta na okres próbny druga drużyna zuchowa i trzecia harcerska. Szczep wystawił drużynę honorową w dniu święta hufca, dzięki czemu otrzymał pochwałę za udział w imprezach związanych z odznaczeniem sztandaru ZHP i godne reprezentowanie hufca. We wrześniu 1986 drużyna „Wigry” (drużynowy pwd. Andrzej Byczak), weszła w skład szczepu 272 WDHiZ. Szczep uczestniczył w spotkaniach z delegacjami organizacji pionierskich, a w styczniu 1987 roku w uroczystym apelu pod pomnikiem Nike w rocznicę wyzwolenia Warszawy.

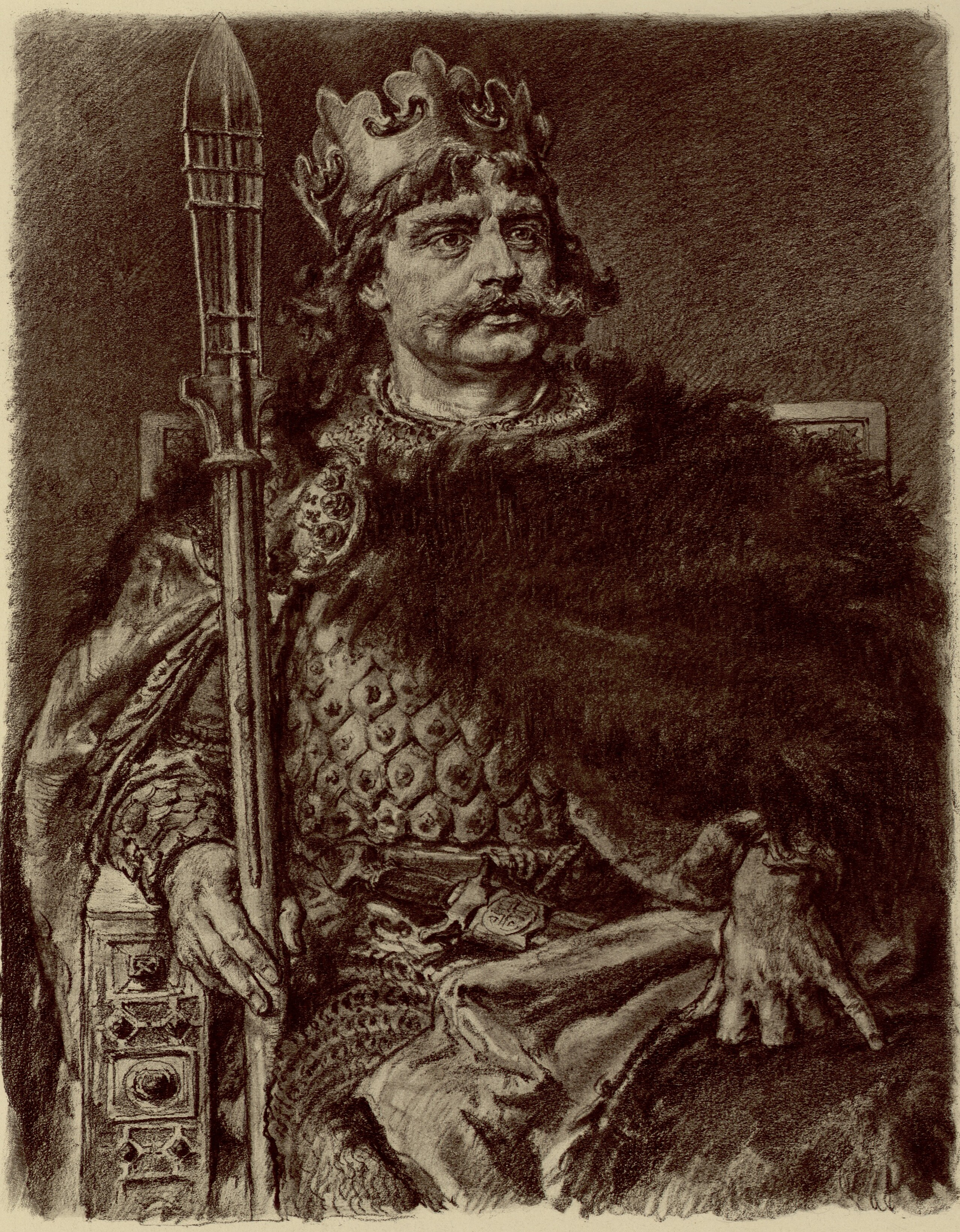
Bolesław I Chrobry - bohater szczepu od 1987

20 lutego 1987 roku dzięki Rodzicom z Koła Przyjaciół Harcerstwa oraz kadrze szczepu, została utworzona szczepowa Harcerska Pracownia Elektroniczna. 30 kwietnia 1987 roku szczep przyjął imię króla Bolesława Chrobrego, drużyny harcerskie otrzymały wtedy nazwy: „Piastowie”, „Mazowie”, „Sulima”, „Wenetowie” i „Zbójcerze”, a drużyny zuchowe: „Słowiańskie Orły” i „Królestwo Bajki” (rozwiązana 21 marca 1988 roku). 15 lipca 1989 roku podczas zgrupowania obozów w Brajnikach 62. WDH „Sulima”, 62. WDH „Gaudium” i 62. WDH „Zbójcerze” (drużynowy Artur Kowalski) otrzymały tytuł Drużyny Grunwaldzkiej i Odznakę Grunwaldzką. Szczep wielokrotnie reprezentował Hufiec Praga-Północ i Chorągiew Stołeczną na licznych uroczystościach i zbiórkach.
Podczas uroczystości 50-lecia powstania Szarych Szeregów jesienią 1989 roku szczep wystawił drużynę sztandarową chorągwi. 29 września 1989 roku „Wenetom” nadana została nazwa 62. WDH „Gaudium”. 30 stycznia 1990 roku komenda hufca odebrała komisji stopni instruktorskich przy 62. KI prawo prowadzenia prób na stopień przewodnika. 28 lutego 1990 roku „Zbójcerze” zmieniają nazwę na 62. WDH „Orla” (drużynowy pwd. Artur Kowalski). W 1990 roku odbywa się zgrupowanie obozów w Rudce i obóz wędrowny na Kaukaz (komendant obozu hm. Ewa Szymańska-Dziewicka). 28 września tego samego roku rozwiązane zostały drużyny: „Piastowie”, „Mazowie”, i „Słowiańskie Orły”. 28 grudnia 1990 roku w ramach 62. WDH „Gaudium” została powołana gromada zuchowa. Szczep reprezentował hufiec na uroczystym apelu Chorągwi Stołecznej w rocznicę wyzwolenia Warszawy.
28 czerwca 1991 r. rozwiązany został KI „Czerwona Watra”, a szczep podzielił się na dwa obozy: dawny szczep (chusty czerwone) oraz na grupę młodych instruktorów skupionych wokół: „Gaudium” (chusty czarne). Drużyny z chustami czerwonymi na czele z 62. WDH "Sulima", obszyły chusty białym paskiem, który był znakiem ruchu programowo - metodycznego "Unia Harcerska" i zostały członkiem tego ruchu. Ruch "Unia Harcerska" skupił przez następne lata wiele drużyn z różnych środowisk Hufca Praga-Północ (12. WDH, 62. WDH, 83. WDH, 72. WDH, 71. WDH, 272. WDH, 285. WDH). Zarzewie ruchu powstało w początku lat 90., a ukształtowało się na obozie w Jazach w roku 1992. Przewodniczącym Ruchu "Unia Harcerska" został wybrany phm. Andrzej Byczak HR.
W wykazie środowisk hufca z 14 września 1991 roku w szczepie wymienione są trzy drużyny harcerskie: "Gaudium" - chusty czarne (drużynowy Jacek Garboliński) oraz noszące chusty czerwone „Orla” (Artur Kowalski) i „Sulima” (Zbigniew Szymański), w kolejnym rozkazie wymieniona została też „Bogoria”. Drużyny szczepu reprezentowały hufiec podczas obchodów Dnia Niepodległości. Drużyna Gaudium otrzymała odznakę 80-lecia Harcerstwa i w 1992 r. była Drużyną Reprezentacyjną Chorągwi Stołecznej. 35 harcerzy otrzymało Odznakę Chorągwianą. Wiosną 1992 roku „Orla” i „Bogoria” uczestniczyły w porządkowaniu terenu wokół komendy hufca. 28 września 1992 roku „Sulima” otrzymała imię Zawiszy Czarnego. Drużyny „Gaudium”, „Orla” i „Sulima” zdobyły tytuł Drużyn Grunwaldzkich, 62. WDH "Sulima" tytuł Drużyny Grunwaldzkiej zdobyła trzykrotnie, a następnie Warszawską odznakę „Nike”.

### Po roku 1993
W latach 1993–1995 drużyny noszące chusty czarne pozostały w szczepie i powołały nowe jednostki, 24 maja 1993 roku powstała 62. WDH Nebram (druż. Robert Borzecki, a później Aleksandra Gosk), 62. WDH „Bogoria” (druż. Sylwester Chaciński). 
30 grudnia 1995 roku drużyny szczepu wraz z 86. WDHS „Wetlina” powołali Ruch Programowo Metodyczny „Bractwo”.
W latach 2003 i 2004 harcerze szczepu przekazywali Betlejemskie Światło Pokoju prezydentowi RP Aleksandrowi Kwaśniewskiemu. Od roku 2003 rozszerzony został obszar działania drużyny o miasto Marki.
W marcu 2007 roku szczep wystawił poczet sztandarowy oraz drużynę sztandarową hufca na uroczystościach z okazji nadania hufcowi imienia Wigierczyków oraz wręczenia nowego sztandaru hufca. We wrześniu komendant szczepu hm. Jacek Garboliński wraz z 62. WDH „Gaudium” przeszedł do ZHR. Utworzyli tam 62. Szczep Harcerski „Gaudium”. Komendantem Szczepu w ZHP został hm. Robert Borzecki.
Od 11 maja 2008 roku szczep jest członkiem Unii Najstarszych Drużyn Harcerskich Rzeczypospolitej. 2 sierpnia reprezentacja szczepu bierze udział w inscenizacji walk powstańczych jakie miały miejsce w 1944 roku na warszawskim Targówku - Targówek 1944.
W dniach 13-15 marca 2009 - rajd szczepu do Otwocka. W dniach 16-22 maja 2009 Szczep (ZHP) uczestniczył w wyprawie na obchody 65. Rocznicy Bitwy o Monte Cassino jako reprezentacja ZHP. Podczas wyprawy harcerze brali udział w uroczystościach z okazji 65. rocznicy bitwy pod Monte Cassino, a przy okazji zwiedzili Rzym i Watykan. 26 września patrole z 62. WDH "Wyssogota" uczestniczyły w grze miejskiej "Szlakiem cywilnej obrony Warszawy" organizowanej przez Biuro Edukacji Instytutu Pamięci Narodowej.
2011 - szczep wspierał organizację wystawy harcerskiej w Muzeum Pragi. Na otwarciu w czasie Nocy Muzeów harcerze szczepu prezentowali cykl pokazów pierwszej pomocy.
2014 - szczep współtworzył reprezentację Chorągwi Stołecznej w wyprawie ZHP „Uniamo le generazioni/Łączymy pokolenia” w 70. rocznicę bitwy o Monte Cassino.
2015 - szczep był organizatorem Święta Hufca w Strudze k. Marek o obrzędowości wigierskie (kursy wigierskie i batalion Harcerski 'Wigry").
2019 - szczep wraz ze środowiskiem 205. WDHiGZ wystawił reprezentację Chorągwi Stołecznej na Harcerską Wyprawę Pamięci z okazji 75. rocznicy bitwy pod Monte Cassino. Szlakiem bojowym II Korpusu Polskiego reprezentacja dotarła do Monte Cassino, Rzymu i Bolonii. 14 września delegacja środowiska ze sztandarem Batalionu "Wigry" uczestniczyła w odsłonięciu nad Zatoką Hańczańską jeziora Wigry pomnika Harcerskiego Batalionu "Wigry". 28 września Szczep tworzył trzon Drużyny Sztandarowej Chorągwi Stołecznej na zbiórce ogólnopolskiego Alertu Pamięci z okazji 80. Rocznicy przejścia ZHP do konspiracji (dowódca pwd. Jakub Jasiński).

## Drużyny
W skład szczepu wchodziły: 62. WDZ "Słowiańskie Orły", 62. WDZ "Królestwo Bajki", 62. WDH "Szczęśliwego Traktu", 62. WDH "Zorza", 62. WDH "Motopiechota", 62. WDH "Wigry", 62. WDH "Piastowie", 62. WDH "Sulima", 62. WDH "Mazowie", 62. WDH Wenetowie, 62. WDH "Zbójcerze" – od 1986 "Orla", 62. WDH „Bogoria” (istniejąca do 1996 r.), 62. WDH „Bogoria-Poraj” (do 2000 r.), 62. WGZ „Mali Rycerze” (1999–2000), 62. WGZ „Leśne Bractwo”, 62. WDH "Gaudium" (od 2007 w ZHR, od 2023 w SH), 62. WGZ "Bolkowi Rycerze".

## Szczep obecnie
Szczep działa przy Szkole Podstawowej nr 377 (ul. Trocka 4) na osiedlu Targówek oraz w Szkole Podstawowej nr 4 (budynek MCER) w Markach. Obecnie funkcjonują: 62. WDH „Wyssogota” (od 28 czerwca 2000 r., drużyną specjalnościową była w latach 2002–2009) oraz 62. WDH „Nebram” (w szczepie od 24 maja 1993 r.). Przy szczepie istnieje 62. Krąg Instruktorski „Watra”.

## Harcerska Akcja Letnia
| Rok  | chusty czerwone drużyny: Szczęśliwego Traktu, Zorza, Motopiechota, Wigry, Piastowie, Mazowie, Wenetowie, Sulima, Zbójcerze/Orla – do 1994, Gaudium | chusty czarne drużyny: Gaudium (od 2007 r. ZHR), Nebram, Orla, Bogoria (do 2000 r.), Wyssogota |
| ---- | --- | ---------------------------------------------------------------------------------------------- |
| 1984 | Jazy I - Szczep 62. WDHIZ "Polanie" |                                                                                                |
| 1985 | Jazy II - Szczep 62 WDHIZ "Polanie" |                                                                                                |
| 1985 | Beskid Sądecki i Niski (wędrowny) - 62 KI "Czerwona Watra"                                                                                         |                                                                                                |
| 1986 | Spała - Szczep 62 WDHIZ "Polanie" |                                                                                                |
| 1986 | Czechosłowacja - instruktorski obóz wędrowny - 62 KI "Czerwona Watra"                                                                              |                                                                                                |
| 1987 | Gościniec I - Szczep 62 WDHIZ "Polanie" |                                                                                                |
| 1987 | Czechosłowacja - instruktorski obóz wędrowny - 62 KI "Czerwona Watra"                                                                              |                                                                                                |
| 1988 | Piduń - Szczep 62 WDHIZ "Polanie" |                                                                                                |
| 1989 | Brajniki - Szczep 62 WDHIZ "Polanie" |                                                                                                |
| 1989 | b. ZSRR – Moskwa (wędrowny) |                                                                                                |
| 1990 | Gościniec II - Szczep 62 WDHIZ "Polanie" |                                                                                                |
| 1990 | b. ZSRR – Kaukaz (wędrowny) - 62 KI "Czerwona Watra"                                                                                               |                                                                                                |
| 1991 | Rekownica - Szczep "Polanie" Zgrupowanie Ruchu Programowo - Metodycznego "Unia Harcerska"                                                          |                                                                                                |
| 1991 | Czechosłowacja - instruktorski obóz wędrowny - 62 KI "Czerwona Watra"                                                                              | Jazy                                                                                           |
| 1992 | Jazy III - 62. WDH "Sulima" - Zgrupowanie Ruchu Programowo - Metodycznego "Unia Harcerska"                                                         | Osówka                                                                                         |
| 1993 | Kowal - 62. WDH "Sulima" - Zgrupowanie Ruchu Programowo - Metodycznego "Unia Harcerska"                                                            | Koronowo                                                                                       |
| 1994 | Koronowo - 62. WDH "Sulima" im. Zawiszy Czarnego                                                                                                   | Koronowo                                                                                       |
| 1995 | | Bukownica                                                                                      |
| 1996 | | Koronowo                                                                                       |
| 1997 | | Czarlina                                                                                       |
| 1998 | | Soczewka                                                                                       |
| 1999 | | Ryn                                                                                            |
| 2000 | | Soczewka                                                                                       |
| 2001 | | Morgowniki                                                                                     |
| 2002 | | Przewięź                                                                                       |
| 2003 | | Przewięź                                                                                       |
| 2004 | | Ryte Błota                                                                                     |
| 2005 | | Ryte Błota                                                                                     |
| 2006 | | Woziwoda                                                                                       |
| 2007 | | Ryte Błota                                                                                     |
| 2008 | | Zgniłocha                                                                                      |
| 2009 | | Przerwanki                                                                                     |
| 2010 | | Kurki                                                                                          |
| 2011 | | Okartowo - 62. SH "Polanie"                                                                    |
| 2012 | | Okartowo - 62. SH "Polanie"                                                                    |
| 2013 | | Rekownica                                                                                      |
| 2015 | | Okartowo - wędrowny - 62. SH "Polanie"                                                         |
| 2016 | | HBO Rybical - 62. SH "Polanie"                                                                 |
| 2017 | | Krynica Morska - 62. SH "Polanie"                                                              |
| 2018 | | Krynica Morska - 62. SH "Polanie"                                                              |
| 2019 | | Krynica Morska - 62. SH "Polanie"                                                              |
| 2020 | | HAL nie odbyła się                                                                             |
| 2021 | | Krynica Morska - 62. SH "Polanie"                                                              |
| 2022 | | HBO Kaplin - 62. SH "Polanie"                                                                  |
| 2023 | | Krynica Morska - 62. SH "Polanie"                                                              |